# プリンス・ストリート駅
プリンス・ストリート駅 (Prince Street) はニューヨーク市地下鉄BMTブロードウェイ線の駅である。マンハッタン区ソーホーのブロードウェイとプリンス・ストリートの交差点に位置し、N系統が休日と深夜のみ、Q系統が深夜のみ、R系統が深夜を除く終日、W系統が平日のみ停車する。

## 駅構造
| G          | 地上階                         | 出入口 |
| P ホーム階 | 相対式ホーム、右側の扉が開く。 | 相対式ホーム、右側の扉が開く。 |
| P ホーム階 | 南行緩行線                     | ← 深夜帯・休日：シー・ビーチ線経由スティルウェル・アベニュー駅行き（休日：橋線キャナル・ストリート駅、深夜帯：本線キャナル・ストリート駅） ← 深夜帯：ブライトン線経由スティルウェル・アベニュー駅行き（橋線キャナル・ストリート駅） ← ベイ・リッジ-95丁目駅行き（本線キャナル・ストリート駅） ← 平日：ホワイトホール・ストリート駅行き（本線キャナル・ストリート駅） |
| P ホーム階 | 南行急行線                     | ← 平日：通過 ← 深夜帯以外：通過 |
| P ホーム階 | 北行急行線                     | → 平日：通過 → → 深夜帯以外：通過 → |
| P ホーム階 | 北行緩行線                     | → 深夜帯・休日：アストリア-ディトマース・ブールバード駅行き（8丁目-ニューヨーク大学駅）→ 深夜帯：96丁目駅行き（8丁目-ニューヨーク大学駅）→ フォレスト・ヒルズ-71番街駅行き（8丁目-ニューヨーク大学駅）→ 平日：アストリア-ディトマース・ブールバード駅行き（8丁目-ニューヨーク大学駅）→                                                                               |
| P ホーム階 | 相対式ホーム、右側の扉が開く。 | |

| モザイクとフリーズ |  | モザイクとフリーズ |
| モザイクとフリーズ |  |                    |

この駅は1917年9月4日のBMTブロードウェイ線のキャナル・ストリート駅 - 14丁目-ユニオン・スクエア駅間の延伸開業と共に緩行線2線と急行線2線、相対式ホーム2面を有した2面4線の地下駅として開業した。中央の急行線にはホームが無く平日にN系統が、深夜を除く終日Q系統が通過している。駅の南側には同方向へ向かう緩行線・急行線同士を結ぶシーサスクロッシングがある。この分岐器は週末のN系統と深夜のQ系統がマンハッタン橋方面へ向かう、およびマンハッタン橋方面から緩行線へ転線する際に使用されている。なお、N系統は深夜帯はマンハッタン橋方面ではなくモンタギュー・ストリート・トンネル方面へと向かう。
駅は2度改装を行っており、1度目は1960年代後半に行われホーム有効長を10両に延長したほか壁面タイルや案内看板を新しい物に取り替え、白熱灯は蛍光灯に置き換えられた。2001年には2度目の改装が行われ、床面タイルの張り替えや老朽化した階段の修復、開業当初の壁面タイリングの復元、ADAへの準拠による黄色い転落防止タイルの設置、標識の更新などが行われた。ただし、エレベーターの設置は行われていない。
駅には2004年にジャネット・ツヴァイクにより製作された『Carrying On』というアートワークが飾られており、これは南北ホームの壁面全体（合計1200フィート）にも渡る物で大理石やスレート、スチールなどを用いて作られている。これらは194もの異なったフレームに分けられており、その全てが違うイメージを元に作られている。

### 出入口
改札口は各ホーム中央にあり、ホーム間連絡通路はない。北行ホーム側からはブロードウェイとプリンス・ストリートの交差点東側に、南行ホーム側からは同交差点西側に出ることができる。
- 階段1つ、ブロードウェイとプリンス・ストリートの交差点北東、北行ホーム接続[5]。
- 階段1つ、ブロードウェイとプリンス・ストリートの交差点北西、南行ホーム接続[5]。
- 階段1つ、ブロードウェイとプリンス・ストリートの交差点南東、北行ホーム接続[5]。
- 階段1つ、ブロードウェイとプリンス・ストリートの交差点南西、南行ホーム接続[5]。